# Nails
Nails é uma banda de powerviolence norte-americana formada no ano de 2009, em Oxnard, Califórnia. O grupo foi formado pelo vocalista Todd Jones, ex-guitarrista do Terror, junto com o baixista John Gianelli e o baterista Taylor Young do Disgrace. Eles lançaram seu primeiro EP Obscene Humanity em 2009, seguido pelos álbuns de estúdio Unsilent Death (2010), Abandon All Life (2013) e You Will Never Be One of Us (2016), e um EP split com Full of Hell. Mais recentemente a banda anunciou seu mais novo álbum de estúdio Every Bridge Burning. Nails alcançou ampla notoriedade e aclamação da crítica por seu som selvagem e intenso.

## História
A banda foi formada em 2009. Já lançou dois álbuns completos e um EP. No mês de junho de 2014, a banda assinou um contrato com a Nuclear Blast. Eles lançaram seu terceiro álbum, You Will Never Be One of Us em 17 de junho de 2016.
Em 25 de julho de 2016, a banda cancelou abruptamente uma turnê europeia, com os promotores alegando que a banda estava em um hiato e "não tinha planos de tocar ao vivo ou gravar novamente". Isso também levou ao cancelamento de sua aparição no Ozzfest Meets Knotfest. Todd Jones afirmou mais tarde que a banda nunca teve um hiato. Em dezembro de 2016, a banda voltou tocando no festival The Power of the Riff e lançando um split com Full of Hell.
Em 30 de novembro de 2020, após o anúncio da reedição de 10º aniversário de Unsilent Death, Young anunciou que deixaria a banda no início da primavera. No dia seguinte, John Gianelli também confirmou sua saída da banda. A partir deste ponto, Todd Jones é o único membro fundador da banda.
Após quase 3 anos de silêncio de Jones, o Instagram da banda postou uma foto de Jones e Kurt Ballou no God City Studios. A foto tinha a legenda: "Novo LP do NAILS chegando no verão de 2024 via @nuclearblastrecords desenvolvido por Kurt Ballou. Obrigado por ficarem conosco. Informações em breve. Amo todos vocês.". No dia 10 de junho de 2024, a banda lançou o single "Imposing Will". Isso coincidiu com o anúncio de que seu quarto álbum de estúdio seria intitulado Every Bridge Burning, e que sua formação agora incluía o guitarrista Shelby Lermo do Ulthar, o baterista Carlos Cruz do Warbringer e o baixista Andrew Solis do Despise You e Apparition.

## Membros
Atuais
- Todd Jones – vocais, guitarra (2009 - atualmente)[3][4]
- Shelby Lermo – guitarra (2024 - atualmente)
- Andrew Solis – baixo (2024 - atualmente)
- Carlos Cruz – bateria (2024 - atualmente)

Anteriores
- John Gianelli - baixo, vocais (2009 - 2020)
- Taylor Young - bateria (2009 - 2020)
- Tom Hogan - bateria (2009)
- Andrew Saba - guitarra (2012 - 2015)
- Leon Del Muerte - guitarra, vocais (2017 - 2019)

## Discografia
Álbuns
- Unsilent Death (2010)
- Abandon All Life (2013)[5]
- You Will Never Be One of Us (2016)
- Every Bridge Burning (2024)

EPs
- Obscene Humanity 12" (2009)
- Obscene Humanity 7" (2012)
- Nails/Skin Like Iron Split 7" (2012)
- Nails / Full of Hell Split 7" (2016)
- I Don't Want to Know You 7" (2019)